# Carmen Romero
Carmen Romero Ferrer (ur. 6 października 1950 w Santiago de Cuba) – kubańska lekkoatletka, specjalistka rzutu dyskiem, trzykrotna mistrzyni igrzysk panamerykańskich, dwukrotna olimpijka.

## Kariera sportowa
Zdobyła brązowy medal w rzucie dyskiem na igrzyskach Ameryki Środkowej i Karaibów w 1966 w San Juan. Zwyciężyła w tej konkurencji na mistrzostwach Ameryki Środkowej i Karaibów w 1969 w Hawanie. Na igrzyskach Ameryki Środkowej i Karaibów w 1970 w Panamie zdobyła złoty medal w rzucie dyskiem i brązowy medal w pchnięciu kulą, a na mistrzostwach Ameryki Środkowej i Karaibów w 1971 w Kingston zwyciężyła w obu tych konkurencjach.
Zwyciężyła w rzucie dyskiem (przed swą rodaczką Maríą Betancourt i Carol Martin z Kanady) oraz zajęła 5. miejsce w pchnięciu kulą na igrzyskach panamerykańskich w 1971 w Cali. Zdobyła złote medale w rzucie dyskiem na mistrzostwach Ameryki Środkowej i Karaibów w 1973 w Maracaibo i na igrzyskach Ameryki Środkowej i Karaibów w 1974 w Santo Domingo. 
Ponownie zwyciężyła w rzucie dyskiem (wyprzedzając Maríę Betancourt i Kanadyjkę Jane Haist) na igrzyskach panamerykańskich w 1975 w Meksyku. Zajęła 9. miejsce w tej konkurencji na igrzyskach olimpijskich w 1976 w Montrealu. Zdobyła złoty medal w rzucie dyskiem na igrzyskach Ameryki Środkowej i Karaibów w 1978 w Medellín.
Po raz trzeci zdobyła złoty medal w rzucie dyskiem (znowu przed Maríą Betancourt i reprezentantką Kanady Carmen Ionesco) na igrzyskach panamerykańskich w 1979 w San Juan. Na igrzyskach olimpijskich w 1980 w Moskwie zajęła 10. miejsce w tej konkurencji. Zajęła 4. miejsce w rzucie dyskiem w zawodach pucharu świata w 1981 w Rzymie. Zdobyła srebrne medale w tej konkurencji na mistrzostwach Ameryki Środkowej i Karaibów w 1981 w Santo Domingo i na igrzyskach Ameryki Środkowej i Karaibów w 1982 w Hawanie (przegrywając oba razy z Betancourt) i złoty medal na kolejnych mistrzostwach Ameryki Środkowej i Karaibów w 1983 w Hawanie.
Szesnaście razy z rzędu poprawiała rekord Kuby w rzucie dyskiem od wyniku 48,88 m, osiągniętego 10 czerwca 1968 w Hawanie do rezultatu 69,08 m, uzyskanego 17 kwietnia 1976 również w Hawanie.